# Goupilloux
Goupilloux est un lieu-dit de la commune de Limoges (Haute-Vienne), situé à l'extrémité nord du territoire communal, en zone rurale, à onze kilomètres à vol d'oiseau du centre-ville, à la limite de la commune de Chaptelat. Jusqu'en 1962, il appartenait à la commune de Beaune-les-Mines avant le rattachement de celle-ci à Limoges.